# Donaldo I da Escócia
Donaldo I da Escócia (gaélico moderno: Dòmhnall mac Ailpein) (812 — 13 de abril de 862).
Segundo filho de Alpin, sucedeu ao irmão Kenneth I da Escócia ou Kenneth MacAlpin. Morreu violentamente em 863. Pouco se sabe de seu reinado de três anos, e foi sucedido por seu sobrinho, Constantino I da Escócia.
Deixou um filho, Gregório ou Giric, morto em 899 em Perthshire) Co-Rei da Escócia em 878. Alguns historiadores pensam que era filho de outro homem. Governou com Eochain que tinha direitos ao trono dos Pictos. Acredita-se que Giric invadiu a Nortúmbria.